# 食人鱼3D
《食人鱼3D》（英語：Piranha 3D）是一部2010年美国恐怖科幻片，由亚历山大·阿嘉執導。剧情主要讲述了在一次意外的水底地裂后，一种曾被认为是已灭绝的史前食人鱼伴随着地下水从水底裂缝中大量游出，并对海岸边的人群展开了疯狂袭击。风格血腥，有不少因撕咬或机械损伤而造成骨肉剥离的特效。美國於2010年8月20日上映，獲得的評價兩極。
其续集为2012年的《食人鱼3DD》。

## 剧情
暑假即将到来，美国的大学生选择去度假胜地维多利亚湖玩耍，杰克是当地人，熟悉当地环境，他的母亲是当地警员，他还有一个弟弟和一个妹妹，他喜欢一个叫凯莉的女孩。
德里克是从外地度假来的，他带着几个美女，打算去维多利亚湖拍摄美女在水中裸泳的写真和影片，但是导游突然有事跑了。他只得找了杰克做导游。
一日，当地一个老头钓鱼离奇失踪，杰克的母亲和同事经过搜索找到了他的渔船，而他已经死了。警方穿着泳衣在湖底搜寻，找到了一条食人魚，带到动物学家古德曼那里，经过验证才知道事情的严重性。杰克的母亲和警员来到湖边，喊停正在游水嬉戏的青年男女，但是他们都不听，并没有按照警方的要求回到岸边，结果食人鱼成群结队的攻击，咬死了大群的人员。杰克此时和德里克一起坐在观光船在湖中嬉戏，但是他们的船只不幸觸礁，德里克掉入水中，被鱼咬死，杰克也被困，这时候他打电话给母亲求救，母亲和警员迅速驰援，最终将他们救出。
在影片结尾处，动物学家古德曼一边望着鱼缸中体型已变大的食人鱼，一边打电话告知主角们有一个更大的麻烦才刚刚开始，即他们先前对付的食人鱼群都只是未完全长大的幼体。电话刚挂断，船上参与救援的一位同行警员还在纳闷成年的大鱼会出现在哪里，就被突然跳出水面的大型食人鱼一口吞掉了。像多数惊悚电影一样，本片末尾埋下了这样一个略带喜剧感的伏笔。

## 演员
| 演员              | 角色            | 备注                   |
| 伊莉莎白·蘇       | 茱莉·佛瑞斯特   | 维多利亚湖区的警長。   |
| 亞當·史考特       | 諾瓦克·瑞金斯基 | 主角                   |
| 傑瑞·奥康奈爾     | 德瑞克·瓊斯     | 成人片導演             |
| 布鲁克琳·普勞克斯 | 蘿拉·佛瑞斯特   | 茱莉的女儿，傑克的妹妹 |
| 文·雷姆斯         | 費隆警官        |                        |
| 潔西卡·柔兒       | 凱莉·卓斯科     | 傑克爱慕的女子。       |
| 史蒂夫·R·麥昆     | 傑克·佛瑞斯特   | 茱莉的儿子。           |
| 黛娜·米亞         | 波拉·蒙特拉諾   |                        |
| 克里斯多佛·洛伊   | 卡尔·古德曼     | 鱼类学家。             |
| 理查德·德莱弗斯   | 馬特·波伊德     | 釣客                   |
| 里卡多·查维拉     | 山姆·蒙特茲     | 潛水員                 |
| 凯莉·布鲁克       | 丹妮·亞絲洛     |                        |
| 保羅·希爾         | 安德鲁·康寧漢   |                        |
| 艾希琳·布魯克     | 啦啦队长        |                        |

## 制作
電影拍攝於2009年6月在位於亞利桑那州哈瓦蘇湖市的哈瓦蘇湖的布里奇沃特海峽進行。在北美上映日期是2010年8月27日。
对于电影的效果，导演亚历山大·阿嘉说：“大多数情况下我们都用葡萄酒等东西来做出血腥效果，不过这次我们将带领观众进入一次如‘泼血节’般的旅程。这部电影在血腥场面上将会有很大突破，它甚至已经胜过《杀死比尔》了，特别是在看到食人鱼开始对人类展开杀戮这一长达25分钟的疯狂情节时，我想观众一定会被震撼的。”
电影在香港和台湾获得了不错的业绩。